# Alexander Grünwald
Alexander Grünwald (Klagenfurt, 1º maggio 1989) è un ex calciatore austriaco, di ruolo centrocampista.

## Palmarès

### Club

#### Competizioni nazionali
- Campionato austriaco: 1

Austria Vienna: 2012-2013